# Bernac (Tarn)
Bernac (okzitanisch gleichlautend) ist eine französische Gemeinde mit 185 Einwohnern (Stand: 1. Januar 2022) im Département Tarn in der Region Okzitanien. Bernac gehört zum Arrondissement Albi und zum Kanton Les Deux Rives. Die Einwohner werden Bernacois und Bernacoises genannt.

## Geographie
Bernac liegt in der Région naturelle Gaillacois, etwa 60 Kilometer nordöstlich von Toulouse und etwa zehn Kilometer westnordwestlich von Albi. Der Luzert, ein Nebenfluss des Tarn, durchquert das Gebiet der Gemeinde von Ost nach West. Umgeben wird Bernac von den Nachbargemeinden Castanet im Norden, Castelnau-de-Lévis im Osten und Südosten, Labastide-de-Lévis im Süden und Südwesten, Fayssac im Westen sowie Cestayrols im Nordwesten.

## Bevölkerungsentwicklung

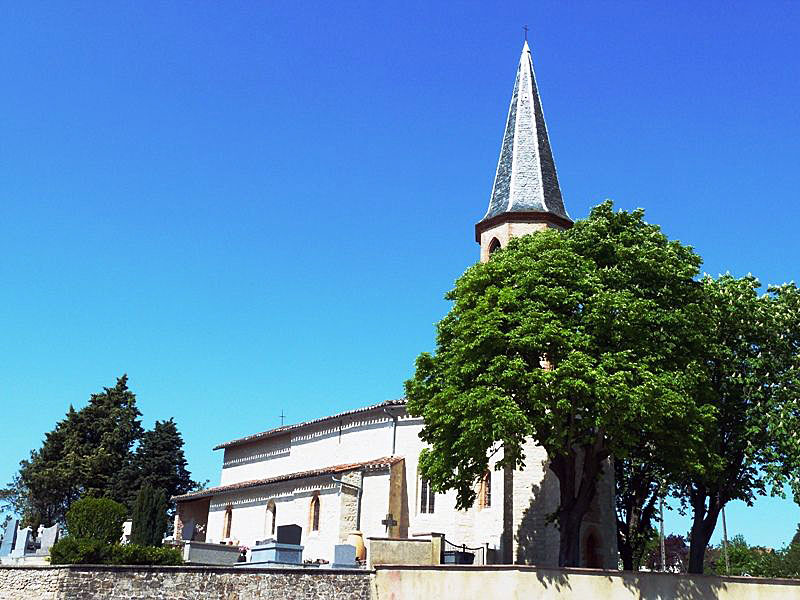
Kirche Notre-Dame

| 1962                       | 1968 | 1975 | 1982 | 1990 | 1999 | 2006 | 2017 |
| -------------------------- | ---- | ---- | ---- | ---- | ---- | ---- | ---- |
| 170                        | 175  | 169  | 146  | 136  | 159  | 163  | 186  |
| Quellen: Cassini und INSEE |      |      |      |      |      |      |      |

## Sehenswürdigkeiten
- Zehntscheune des Zisterzienserordens
- Kirche Notre-Dame